# Hyperolius wermuthi
Hyperolius wermuthi är en groddjursart som beskrevs av Laurent 1961. Hyperolius wermuthi ingår i släktet Hyperolius och familjen gräsgrodor. IUCN kategoriserar arten globalt som nära hotad. Inga underarter finns listade i Catalogue of Life.